# Castell de Fraumir
El Castell de Fraumir és un castell del municipi de Gósol (Berguedà) declarat bé cultural d'interès nacional.

## Descripció
Del Castell només es conserva un tros del mur de la fortificació bastit sobre una roca plena de vegetació i brossa. El parament és a base de petits carreus disposats en filades sense treballar i units amb morter.

## Història
El lloc és documentat des del s. XII com un dels límits d'una compravenda dins del terme del castell de Gòsol. El 1196 és documentat Guillem de Fraumir i el llinatge s'estén durant tot el s. XIII, època en què fou construït el castell. L'any 1309 era dels Berga i Sibil·la, comtessa de Pallars, que el vengué a Jaume II en aquests anys, així com d'altres castells. Posteriorment els reis el cediren a la família Tous i Carbesí.